# Grande Prêmio da Grã-Bretanha de 1954
Resultados do Grande Prêmio da Grã-Bretanha de Fórmula 1 realizado em Silverstone à 17 de julho de 1954. Quinta etapa da temporada, nela o argentino José Froilán González conquistou a última vitória de sua carreira.

## Classificação da prova
| Pos. | Nº | Piloto                         | Construtor            | Voltas | Tempo/Diferença          | Grid | Pontos |
| ---- | -- | ------------------------------ | --------------------- | ------ | ------------------------ | ---- | ------ |
| 1    | 9  | José Froilán González          | Ferrari               | 90     | 2:56:14                  | 2    | 8 1⁄7  |
| 2    | 11 | Mike Hawthorn                  | Ferrari               | 90     | + 1:10                   | 3    | 6 1⁄7  |
| 3    | 23 | Onofre Marimón                 | Maserati              | 89     | + 1 volta                | 28   | 4 1⁄7  |
| 4    | 1  | Juan Manuel Fangio             | Mercedes              | 89     | + 1 volta                | 1    | 3 1⁄7  |
| 5    | 10 | Maurice Trintignant            | Ferrari               | 87     | + 3 voltas               | 8    | 2      |
| 6    | 4  | Roberto Mieres                 | Maserati              | 87     | + 3 voltas               | 32   |        |
| 7    | 2  | Karl Kling                     | Mercedes              | 87     | + 3 voltas               | 6    |        |
| 8    | 8  | Ken Wharton                    | Maserati              | 86     | + 4 voltas               | 9    |        |
| 9    | 19 | André Pilette                  | Gordini               | 86     | + 4 voltas               | 12   |        |
| 10   | 29 | Bob Gerard                     | Cooper-Bristol        | 85     | + 5 voltas               | 18   |        |
| 11   | 25 | Don Beauman                    | Connaught-Lea-Francis | 84     | + 6 voltas               | 17   |        |
| 12   | 3  | Harry Schell                   | Maserati              | 83     | + 7 voltas               | 16   |        |
| 13   | 23 | Leslie Marr                    | Connaught-Lea-Francis | 82     | + 8 voltas               | 22   |        |
| 14   | 26 | Leslie Thorne                  | Connaught-Lea-Francis | 78     | + 12 voltas              | 23   |        |
| 15   | 28 | Horace Gould                   | Cooper-Bristol        | 44     | + 46 voltas              | 20   |        |
| Ret  | 7  | Stirling Moss                  | Maserati              | 80     | Eixo                     | 4    | 1⁄7    |
| Ret  | 22 | Bill Whitehouse                | Connaught-Lea-Francis | 63     | Sistema de abastecimento | 19   |        |
| Ret  | 17 | Jean Behra                     | Gordini               | 54     | Suspensão                | 5    | 1⁄7    |
| Ret  | 5  | Roy Salvadori                  | Maserati              | 53     | Transmissão              | 7    |        |
| Ret  | 6  | Príncipe Bira Ron Flockhart    | Maserati              | 44     | Acidente                 | 10   |        |
| Ret  | 32 | Luigi Villoresi Alberto Ascari | Maserati              | 40     | Motor                    | 27   |        |
| Ret  | 24 | John Riseley-Prichard          | Connaught-Lea-Francis | 40     | Acidente                 | 21   |        |
| Ret  | 12 | Reg Parnell                    | Ferrari               | 25     | Motor                    | 14   |        |
| Ret  | 31 | Alberto Ascari                 | Maserati              | 21     | Motor                    | 30   | 1⁄7    |
| Ret  | 18 | Clemar Bucci                   | Gordini               | 18     | Acidente                 | 13   |        |
| Ret  | 20 | Peter Collins                  | Vanwall               | 16     | Motor                    | 11   |        |
| Ret  | 14 | Robert Manzon                  | Ferrari               | 16     | Motor                    | 15   |        |
| Ret  | 21 | Peter Whitehead                | Cooper-Alta           | 4      | Vazamento de óleo        | 24   |        |
| Ret  | 30 | Eric Brandon                   | Cooper-Bristol        | 2      | Motor                    | 25   |        |
| Ret  | 15 | Louis Rosier                   | Ferrari               | 2      | Motor                    | 31   |        |
| DNS  | 27 | Alan Brown                     | Cooper-Bristol        |        | Não largou               | 26   |        |
| DNS  | 30 | Rodney Nuckey                  | Cooper-Bristol        |        | Não largou               | 29   |        |